# 張元令
張 元令（ちょう もとのり）は、安土桃山時代から江戸時代初期にかけての武士。毛利家家臣で長州藩士。父は張元至。

## 生涯
天正13年（1585年）、張元至の次男として生まれる。父は明からの帰化人ながら毛利輝元の出頭人（輝元出頭人）として、毛利家の中央行政を担った一人である。
慶長5年（1600年）の関ヶ原の戦いにより毛利家は周防・長門2か国に減封となったが、翌慶長6年（1601年）8月27日に父・元至が毛利秀就の乳母との密通を理由として、周防国大島郡で切腹させられた（張元至密通事件）。しかし、元至と密通したとされる乳母はその事実を強く否定しており、元至死後の張家も輝元存命中に兄・元貞を当主として再興されていることから、この密通事件は事実でなく、元至を排除するための名目であったとされる。
寛永17年（1640年）8月13日に死去。享年56。